# 넌 얼마나 절실하니 (How Bad Do U Want It?)
《How Bad Do U Want It?》은 2007년 3월에 발매된 대한민국의 힙합 가수 MC 스나이퍼의 4집으로, 6개의 곡에 선정적인 가사가 있어 19세 이상의 나이를 가진 사람만 앨범을 구입할 수 있다. 이 중 '안양1번가'는 MC 스나이퍼 자신이 실제로 겪은 일을 바탕으로 만든 곡이다.

## 수록곡
1. To be
2. 고려장
3. Run ＆ Run (Feat. Outsider)
4. 봄이여 오라 (Feat. 유리)
5. 김치한조각 (밀양 삽입곡)
6. 문을 열어 문으로 (Feat. 호란 of Clazziquai)
7. 지도 밖으로의 행군 (Feat. Skul1 of Stony Skunk, Zenio7 of 배치기)
8. 모의태 (Feat. TakTak36 of 배치기)
9. 우리 집
10. 땅콩
11. Smile again (Feat. 배치기)
12. Where am I
13. Sniper sound
14. Girls
15. 안양 1번가
16. Better than yesterday (Feat. Mr. Room9, MC BK, 배치기, KTC.O.B, Outsider)
17. 떠나는 너와 남은 나 (Feat. MC BK)
18. How bad do U want it?

## 참고 문서
- 네이버 뮤직